# الحصار الفرنسي لريو دي لا بلاتا
الحصار الفرنسي لريو دي لا بلاتا هو حصار بحري استمر لعامين فرضته فرنسا على اتحاد الأرجنتين الذي حكمه خوان مانويل دي روساس. أغلق الحصار بيونيس آيرس أمام التجارة البحرية. نُفذ الحصار في 1838 لدعم الاتحاد البيرو-البوليفي في حرب الاتحاد، ولكنه استمر بعد الحرب. لم تُنزل فرنسا قواتها البرية، ولكنها استفادت من الحرب الأهلية الأوروغوانية والحروب الأهلية الأرجنتينية، داعمةً فروكتوسو ريفيرا وخوان لافيلا في مواجهة مانويل أوريبي وروساس. 
بعد عامين دون الوصول للنتائج المُتوقعة، وقعت فرنسا معاهدة ساحة ماكاو مع اتحاد الأرجنتين، منهيةً بذلك القتال.

## التطور الزمني

### بداية الحصار
دعم الحامي الأعلى للاتحاد، أندريس دي سانتا كروز التجارة الحرة مع الأوروبيين، إضافة إلى الوحدويين، بينما كان روساس قائدًا للفدراليين. أعلن روساس لاحقًا الحرب على الاتحاد لتستره على قادة الوحدويين، ولكن الأمر لم يتطور في صالح الأرجنتين، فقد اتجه القنصل الفرنسي إيمي روجيه إلى بيونيس آيرس وطالب باستسلام الأرجنتين. طالب أيضًا بإطلاق سراح اثنين من المواطنين الفرنسيين وهما سيزار هيبوليتو باكلي، الذي باع خريطة الأرجنتين إلى بوليفيا، إضافة إلى بيدرو لافي الذي سرقها من الكتيبة المتمركزة في دولوريس. طالب القنصل أيضًا بإعفاء اثنين آخرين من الخدمة العسكرية، وأن تحظى فرنسا بمعاملة الدولة الأكثر رعاية. يمنح ذلك اللقب لفرنسا امتيازات اقتصادية مماثلة لتلك التي منحها بيرناردينو ريفادافيا لبريطانيا. على الرغم أن الطلبات لم تكن مجحفة، ولكن روساس اعتبر أنها قد تمهد للمزيد من التدخل الفرنسي في الشؤون الداخلية الأرجنتينية، ورفض الاستجابة للمطالب. ونتيجة لذلك، بدأت فرنسا الحصار البحري لبيونيس آيرس، والذي بدأه قائد الأسطول الفرنسي لويس فرانسوا جيان ليبلانك في 28 مارس 1838. 
استغل روساس المصالح البريطانية في المنطقة. إذ أشار الوزير مانويل مورينو إلى وزارة الخارجية بأن الحصار الفرنسي يضر بالتجارة بين الأرجنتين وبريطانيا، ومن الخطأ دعم بريطانيا للحصار. 
قللت فرنسا من احتمالية حدوث تلك المشاكل مع حليفتها الأوروبية، واعتقدت أن الحصار لن يدوم طويلًا وأن روساس سيُجبر على ترك الحكم في وقت قصير. ظن الفرنسيون أن الشعب سيستغل الفرصة وسيقف في وجه روساس، ولكنهم استخفّوا بشعبيته. في دولة مُهددة من قوتين أوروبيتين ودولتين مجاورتين متحالفتين معهما، ارتفع الولاء الوطني لدرجة أن بعض الوحدويين الذين هربوا إلى مونتيفيديو عادوا إلى البلاد مرة أخرى عارضين المساعدة العسكرية، مثل سولير ولامادريد وإيسبينوسا. كتب خوان دي سان مارتن، الذي كان يقيم في فرنسا خطابًا إلى روساس مانحًا إياه الدعم الكامل. وتنصل سان مارتن من الوحدويين الذين تحالفوا مع دولة أجنبية ضد وطنهم، قائلًا: «تلك الجناية، لا يمكن أن تختفي ولو في القبر». وعرض على روساس تقديم خدماته في الحرب، والتي رفضها لأن سان مارتن قد تخطى الستين.

### محاولات الانفصال
ازدادت الأمور تعقيدًا بالنسبة لفرنسا بمرور الوقت؛ كان أندريس سانتا كروز يضعف، آتت الاستراتيجية التي اعتمدها مورينو ثمارها، وبدأ الفرنسيون أنفسهم يشككون حول إبقاء الصراع الذي ظنوا أنه قد يكون قصيرًا. الأكثر من ذلك، لم يسمح البريطانيون للفرنسيين بإنزال قواتهم، لأنهم لم يريدوا منافسًا أوروبيًا يكتسب قوة إقليمية في المنطقة. اعتبر دومينجو كولن، حاكم سانتا في الذي حل محل لوبيز المريض، أن روساس أمم الصراع الذي يخص بيونس آيرس فقط، وعرض كولن على الفرنسيين الانسحاب من سانت في وكوردوبا وانتري ريوس وكورينتيس لتكوين دولة جديدة تدين لهم بالولاء، في حال استثناء دولته الجديدة من الحصار. لإحكام تكنيك الكماشة، تحتاج فرنسا لجيش آخر يهاجم روساس من الشرق. لهذا الغرض، ساعدت فرنسا فروكتوسو ريفيرا ضد الرئيس الأوروغوياني مانويل أوريبي الذي أُجبر على التنحي. هرب اوريبي إلى بيونيس آيرس، واستقبله روساس بصفته الرئيس الشرعي لأوروجواي، رافضًا الاعتراف بريفيرا. أحكمت فرنسا أيضًا سيطرتها على جزيرة مارتن جارسيا الاستراتيجية. 
لم يحدث التحالف بين كولن وريفيرا، إذ هزم خوان بابلو لوبيز، شقيق إستانيسلاو لوبيز، كولن وطرده من المقاطعة. هرب كولن إلى كوردوبا ومنها إلى سانتياجو ديل إيستيرو، ولكن الحاكم فيليب إيبارا أراد المحافظة على علاقات جيدة مع روساس لذا ألقى القبض على كولن من أجل روساس. في الشمال، هُزم أندريس سانتا كروز من الجيش الشيلي في معركة يونجاي، وانتهى الاتحاد البيرو- بوليفي من الوجود. أصبح روساس حينها قادرًا على تركيز اهتمامه على الحصار الفرنسي وريفيرا. 

### لافال يشترك في الحرب
حرضت فرنسا ريفيرا على تنفيذ تحرك عسكري ضد روساس، ولكن ريفيرا كان معارضًا لفعل ذلك باعتبار أن الفرنسيين استخفّوا بقوة روساس حتى بعد هزيمة سانتا كروز. على الورق، افتُرض أن ريفيرا سيعبر خلال نهر بارانا بصحبة 600 رجل، ثم تنضم إنتري ريوس في الحال للمقاومة ضد روساس ويزيد عدد الجيش إلى 6000 رجل، سيحدث نفس الأمر في سانتا في ويتضاعف حجم الجيش، ثم يهاجم الجيش بوينس آيرس بدعم البحرية الفرنسية ويثور سكانها ضد روساس. آمن الفرنسيون والوحدويون بهذا السيناريو، ولكن ريفيرا أدرك أن الدعم الشعبي لروساس كان حقيقيًا، لذا فإرسال جيش صغير إلى بيونيس آيرس سيبوء بالفشل. 
ومع عدم اتخاذ ريفيرا لأي أفعال، اختاروا خوان لافال لقيادة الهجوم، والذي شارك التفاؤل الوحدوي بخصوص مصير الجيش الصغير. طالب بعدم مشاركة القيادة مع ريفيرا، ونتيجة لذلك قاد كل منهما جيشه الخاص. دُعم الهجوم الوشيك بمؤامرات في بيونيس آيرس، قادها أعضاء سابقون في اتحاد مايو. كان رامون مازا، وهو ابن الحاكم السابق مانويل فيسينتي مازا، أكثر الأعضاء البارزين في التآمر، والذي حصل على الدعم العسكري. بينما كان لافال يتأخر، وضعوا خطة جديدة: سينفذ كل من بيدرو كاستيلي ونيكولاس جرانادا ثورة في تابالكي، بينما تقاتل القوات العسكرية في المدينة روساس، ادّعى مانويل مازا تولي الحكم وأتاح للافيل الفرصة للسيطرة على المدينة. اكتُشفت المؤامرة بواسطة المازوركا (جهاز أمني)، ولكن روساس ظن أن مانويل مازا بريء وأنه دُفع للمؤامرة من نجله، لذا دفعه لمغادرة البلاد. تحدث مارتينيز فونتيس -أحد رجال الجيش- عن المؤامرة وكشفها للعامة. ازداد الغضب الشعبي، واحتل الناس الشوارع مطالبين بإعدام المتورطين في المؤامرة. أُعدم رامون مازا، وقُتل والده في مكتبه عن طريق المازوركا. ومع ذلك، حاول بيدرو كاستيلي القيام بتمرد في الريف، ولكن الناس لم يتبعوه، وأُعدم هو الآخر. 

### إنهاء الحصار
بدأت الاضطرابات بين بريطانيا وفرنسا في الازدياد. انتقد اللورد ساندون فرنسا في البرلمان البريطاني في 19 مارس 1839. إذ ذكر أن فرنسا هاجمت دولة أجنبية فقط لأنها رفضت توقيع معاهدة وأنها أطاحت بأوريبي من الحكم دون أن تكون في حرب مع الأوروغواي. أضاف السيد لوشينجتون أن الذرائع الفرنسية لم تكن مبررة ولم يكن هناك داعٍ لفرض قوتها على دولة تدافع عن نفسها.
لم ينتظر روساس حتى يُهاجَم، وأمر باسكال إيشاجي بعبور نهر بارانا وتوسيع الحرب حتى الأوروغواي. انقسمت الجيوش الأوروغوانية: عاد ريفيرا للدفاع عن مونتيفيديو، وانتقل لافيل وحيدًا نحو إنتري ريوس. دعا لافيل الناس للوقوف في مواجهة روساس، بغض النظر عن اللون أو الأفكار السياسية، ولكنه وجد مقاومة شديدة، فانتقل إلى كورينتيس للانضمام إلى الحاكم فير. هزم فير لوبيز، وهزم ريفيرا إيشاجي، ممهدين الطريق للافيل نحو بيونيس آيرس. ولكن في تلك المرحلة، تخلت فرنسا عن قناعتها تجاه جدوى الحصار الذي اعتُقد أنه سيكون سهلًا ولن يستغرق الكثير من الوقت ولكنه تحول إلى حربٍ طويلة الأمد، دون ضامن واضح أو نصر نهائي. استُبدل قائد الأسطول ليبلانك بدوبوتيه، الذي تلقى الأوامر ببدء مفاوضات السلام مع الاتحاد بطريقة مشرفة. ضمّت المفاوضات السفير البريطاني مانديفيل. طالبت فرنسا مرة أخرى بمعاملة الدولة الأكثر رعاية مع تمتع الاتحاد بنفس المعاملة من قبل فرنسا.
ونتيجة لذلك، توقفت فرنسا عن دعمها المالي للافيل. ولم يجد المساعدة من القرى المحلية أيضًا، إضافةً إلى تهرّب الكثير من جنوده من الخدمة. كانت بيونيس آيريس مستعدة لمقاومة هجومه العسكري، ولكن افتقاده للدعم دفعه للانسحاب من ساحة الحرب دون خوض أي معركة. هرب جيشه نحو الشمال في فوضى، ومات ميتة محيرة في سان سلفادور دي خوخوي.